# 小行星8927
小行星8927（英語：8927 Ryojiro）是一颗围绕太阳公转的小行星。1996年12月20日，小林隆男在大泉天文台发现了此天体。
这颗小行星的绝对星等为243.7999206988167等。